# Konrad Naumann
Konrad Naumann, né le 25 novembre 1928 à Leipzig et mort le 15 juillet 1992 à Guayaquil, en Équateur, est un homme politique est-allemand, qui est temporairement 1er Secrétaire de la direction de district du SED à Berlin, et membre du Politburo du Comité central du SED en RDA. Il est l'un des rares membres du Politburo à avoir été démis de ses fonctions avant 1989.

## Biographie
Fils d'employé, il devient en 1939 membre et animateur des Jeunesses hitlériennes. En 1944, il est enrôlé avec sa classe comme Luftwaffenhelfer et déployé à Bad Lausick au début de 1945. Peu de temps avant l'arrivée des troupes américaines, il déserte.
Naumann devient membre du KPD en novembre 1945 et fréquenté l'école du parti du KPD de janvier à mars 1946. Il travaille à plein temps pour le comité de district FDJ à Leipzig et le comité d'État de Saxe à Dresde. Après l'unification forcée du SPD et du KPD, il devient membre du SED. En raison d'« erreurs politiques », il est démis de ses fonctions et travaille comme assistant installateur dans les usines de lignite de Hirschfelde. D'août 1948 à avril 1949, il est instructeur au Conseil central de la FDJ et, d'avril 1949 à octobre 1951, il est secrétaire du Travail et des Affaires sociales au Conseil d'État du Mecklembourg de la FDJ. En novembre 1950, il est élu au parlement du Land de Mecklembourg-Poméranie occidentale avec le mandat de la FDJ. D'octobre 1951 à septembre 1952, il étudie à l'Université du Komsomol à Moscou et quitte le Landtag. Le 18 mars 1952, le Politburo du Comité central du SED approuve le changement de mandat. Son successeur est Horst Klemm.
Après la dissolution des Länder et la formation des districts en RDA, il est premier secrétaire de la direction de district FDJ à Francfort-sur-l'Oder de septembre 1952 à 1957, candidat à la fonction de direction de district SED et membre du parlement de district. Il est également membre et secrétaire provisoire du Conseil central de la FDJ de 1952 à 1967. En 1959, il est chef de la délégation de la RDA au VIIe Festival mondial de la jeunesse et des étudiants à Vienne.
Il est candidat de 1963 à 1966 et membre du Comité central du SED de 1966 à 1986, deuxième secrétaire de 1964 à 1971 et premier secrétaire de la direction du district du SED de 1971 à 1985 en tant que successeur de Paul Verner, et de 1967 à 1986 conseiller municipal de Berlin et membre de la Chambre du peuple.
Naumann est candidat en 1973 et membre du politburo du Comité central du SED en 1976. De 1984 à 1985, il est secrétaire du Comité central du SED et membre du Conseil d'État et, comme la plupart des membres du Politburo, vit dans la Waldsiedlung près de Wandlitz. Lors de la XIe réunion du Comité central du SED le 22 novembre 1985, il est démis de ses fonctions, peut-être en raison d'un discours qu'il a tenu un mois plus tôt, le 17 octobre, à l' Académie des sciences sociales. Vraisemblablement, cependant, sa dépendance à l'alcool a également joué un rôle. Selon l'annonce officielle de Neues Deutschland, il demande lui-même à être démis de ses fonctions « pour raisons de santé ». De 1986 à 1989, il est chercheur à l'Administration des Archives d'État de Potsdam. En 1991, il s'installe à Guayaquil, où sa femme devient enseignante à l'école allemande.
Naumann a été marié à l'actrice Vera Oelschlegel (en) de 1977 à 1987, et plus tard à Carmen Naumann.

## Distinctions
Il a reçu l'Ordre du mérite patriotique en argent en 1964 et en or en 1974, et l'Ordre de Karl-Marx en 1978.